# Ermeta
Ermeta ist eine osttimoresische Aldeia im Suco Ulmera (Verwaltungsamt Bazartete, Gemeinde Liquiçá). 2015 lebten in der Aldeia 1482 Menschen.

## Geographie und Einrichtungen
Ermeta liegt im Südwesten des Sucos Ulmera. Nördlich liegen die Aldeias Fatubesilolo und Essirat, nordwestlich die Aldeia Mane-Muno und westlich die Aldeias Tetsari und Terlau. Im Westen grenzt Ermeta an den Suco Fahilebo und im Süden an den Suco Liho (Verwaltungsamt Railaco, Gemeinde Ermera). Der Fluss Mata Hare, ein Nebenfluss des Rio Comoro, bildet die Südgrenze. Ein kleiner Zufluss fließt hier in den Fluss. Eine Brücke führt oberhalb der Mündung über den Mata Hare nach Liho.
Zwischen den Bächen, die den Zufluss des Mata Hare bilden, liegt im Süden der Aldeia das Dorf Lebuloa mit seiner kleinen Kirche und einer Grundschule. Im Zentrum und Norden von Ermeta finden sich nur noch einige einzelne Häuser.

## Politik
2023 wurde Casimiro Goncalves zum Chefe de Aldeia gewählt.